# Viśistacāritra
Viśistacāritra (jap. 上行, Jōgyō, dt. Hervorragendes Praktizieren) ist ein Bodhisattva. Er wird im 15. Kapitel des Lotos-Sutra mit dem Namen Hervorquellen (von Scharen von Bodhisattvas) aus der Erde erwähnt, zusammen mit den Bodhisattvas Anantacāritra (Unbegrenztes Praktizieren),  Viśuddhacāritra (Reines Praktizieren) und Supratisthitacaritra (Praktizieren von friedlichem Stand).
Viśistacāritra gilt als der Anführer dieser vier Bodhisattvas, die auch als die „vier großen ursprünglich verwandelten Bodhisattvas“ bezeichnet werden. Die Eigenschaften des Bodhisattva Viśistacāritra wurden von Gelehrten wie T'ien-t'ai mit der schon im Brahmanismus beschriebenen Tugend des selbstlosen Ichs beschrieben.
Für einige Schulen des Nichiren-Buddhismus gilt Nichiren als Verkörperung des Jōgyō (Viśistacāritra) und nimmt somit dort eine besondere Stellung ein.